# Al-Sadd Sports Club
Al-Sadd Sports Club (árabe: السد القطري) é uma agremiação esportiva do Qatar, fundada a 21 de outubro de 1969. É mais conhecida por seu time de futebol que disputa o campeonato do país. Baseia-se no distrito de Al-Sadd, que faz parte da cidade de Doha. O clube possui os apelidos de "Al-Zaeem", que se traduz em "O chefe", e "Al-Dheeb", o "lobo". Foi fundado por quatro estudantes liderados por Nasser bin Mobarafgk Al-Ali, na capital. A equipe é, sem dúvida, a mais bem sucedida do país, em todos os esportes. Também tem participações no handebol, basquete, vôlei, tênis de mesa e atletismo.

## História

### Inicio
O clube foi criado por quatro estudantes que se destacavam em jogar futebol. Eles se recusaram a se juntar a outros clubes da época e decidiram fazer seu próprio clube, resultando na formação do Al-Sadd Sports Club.
O clube venceu o primeiro campeonato do Qatar, em 1971-1972. Juntamente com o Al-Arabi e Al-Rayyan, passou a dominar o futebol do país na década de 70 e 80, ganhando muitos troféus da Liga do Qatar e Copa do Emir. O clube venceu o campeonato em sua estreia na Liga dos Campeões de 1988, então conhecida como Asian Club Championship, na qual garantiu a primeira posição em seu grupo. Enfrentou o Al-Rasheed, do Iraque, na final, derrotando-o com o critério de gols marcados fora, reivindicando o título da primeira equipe árabe a ganhar o campeonato. Os anos 1990 foram uma fase magra para o Al-Sadd, em relação à Liga do Qatar. Não venceu sequer um campeonato da Liga durante esse período. No entanto, venceu a Qatar Crown Prince Cup e também ganhou A Copa dos Campeões do Golfo Pérsico em 1991.

### Novo século, novas possibilidades
O novo milênio abriu uma nova era para o Al-Sadd. A equipe fez as pazes com as vitórias na Liga do Catar, venceu taças e troféus muitas Copas do Emir. Também conseguiu uma tríplice coroa no futebol regional, vencendo a Liga dos Campeões Árabes em 2001.
Na AFC Champions League 2004, o Al Sadd foi envolvido em uma polêmica com o clube do Kuwait, Al Qadsia, quando se defrontaram em uma partida da fase de grupos na capital do país, em abril de 2004. Foi um encontro tumultuado no qual ocorreu uma expulsão de um atleta do Al Qadsiya antes da confusão generalizada que se seguiu posteriormente. Durante o tempo de paralisação, uma rixa enorme irrompeu entre os jogadores. No caos que se seguiu, o pessoal de segurança local acorreu em campo, mas para a surpresa dos fãs, eles apareceram para atacar alguns dos atletas do Al Sadd ao invés de cessar o incidente. Após um atraso de 14 minutos extenuantes, o árbitro expulsou um jogador de cada time, mas as sanções maiores vieram a seguir após uma investigação oficial feita pela AFC. O então presidente da AFC, Mohammed Bin Hammam, descreveu o evento como uma "luta de boxe".
O Al Qadsiya, que se encontrava no topo do seu grupo, foi expulso da Liga dos Campeões, desclassificado de todas as competições da AFC por três temporadas, multado por 20.000 dólares e ainda sofreu uma suspensão imposta a todos os seus jogadores e dirigentes de competições pela AFC por dois anos. Por outro lado, o Al Sadd foi autorizado a permanecer na competição, mas cinco de seus jogadores também sofreram suspensões por dois anos suspensões de todos os torneios da AFC. Em uma revisão posterior, as sanções foram reduzidos, embora cinco jogadores do Al Sadd tiveram que ficar de fora da AFC Champions League no ano seguinte.
Os resultados de todas as partidas do Al Qadsiya na competição nessa temporada foram anulados dos registros oficiais, incluindo o registro do jogo contra o Al Sadd. já este último, apenas exigindo uma única vitória sobre o Al Quwa Al Jawiya em seu último jogo do grupo para avançar às quartas de final, capitulou por 1 a 0.
Em 2007, sob o comando do treinador uruguaio Jorge Fossati, a equipe alcançou grande êxito ao vencer todas as quatro copas domésticas, feito inédito para uma equipe do país.

## Elenco atual
Atualizado em 26 de novembro de 2024. 
- : Capitão
- : Lesão
- : Jogadores Emprestados

## Títulos
| Continentais | Continentais                    | Continentais | Continentais |
|              | Competição                      | Títulos      | Temporadas |
| ------------ | ------------------------------- | ------------ | --- |
|              | Liga dos Campeões da AFC        | 2            | 1989 e 2011 |
| Nacionais    |                                 |              | |
|              | Competição                      | Títulos      | Temporadas |
|              | Liga do Catar                   | 18           | 1971-72, 1973-74, 1978-79, 1979-80, 1980-81, 1986-87, 1987-88, 1989-89, 1999-00, 2003-04, 2005-06, 2006-07, 2012-13, 2018-19, 2020-21, 2021-22, 2023-24 e 2024-25 |
|              | Copa Príncipe da Coroa do Catar | 6            | 1998, 2003, 2006, 2007, 2008 e 2017 |
| Catar        | Copa do Emir                    | 18           | 1975, 1978, 1982, 1985, 1986, 1988, 1991, 1994, 2000, 2001, 2003, 2005, 2007, 2014, 2015, 2017, 2020 e 2021                                                       |
| Catar        | Copa das Estrelas do Catar      | 1            | 2010 |
| Catar        | Supercopa do Catar              | 15           | 1978, 1979, 1980, 1982, 1986, 1987, 1989, 1991, 1998, 2000, 2002, 2007, 2014, 2017 e 2019                                                                         |

## Outros esportes
Al-Sadd; além do futebol; também tem handebol, basquete, vôlei, tênis de mesa e atletismo.